# Miranda Cosgrove
 (septembre 2013).
Si vous disposez d'ouvrages ou d'articles de référence ou si vous connaissez des sites web de qualité traitant du thème abordé ici, merci de compléter l'article en donnant les références utiles à sa vérifiabilité et en les liant à la section « Notes et références ».
Pour les articles homonymes, voir Cosgrove.
Miranda Cosgrove, née le 14 mai 1993 à Los Angeles, est une actrice et chanteuse pop rock-teen pop américaine. Sa carrière a débuté à l'âge de trois ans, en participant à des publicités télévisées. Son premier rôle au cinéma a été celui de Summer Hathaway dans Rock Academy. 
Après des années de petites apparitions à la télévision, Cosgrove a été connue au public dans les séries à succès de Dan Schneider : dans le rôle de Megan Parker dans Drake et Josh et quelques années plus tard dans celui  de Carly Shay dans iCarly qu'elle reprend en 2021 sur Paramount+.
Après avoir interprété la bande sonore d'iCarly, elle sort son tout premier album solo intitulé Sparks Fly, qui connaît un grand succès, notamment grâce aux titres Kissin U et About You Now nommé dans la catégorie « meilleur titre de l’année ». En 2011, elle commence sa première tournée, le Dancing Crazy Tour. En 2013 Miranda part à New York pour reprendre ses études dans une université.

## Biographie
À l'âge de 3 ans, Miranda Cosgrove chante et danse dans un restaurant de sa ville, un agent la remarque et l'engage pour jouer dans plusieurs publicités. Ainsi commence sa carrière. Elle est la star de la série iCarly dont elle chante quatre chansons de la bande originale. Après être allée au collège de Maude Price Elementary School à Downey en Californie, elle prit des cours à domicile. Depuis 2006, elle suit des cours par correspondance. Le 12 février 2010, elle a signé avec Neutrogena, comme une ambassadrice pour le soin de la peau et la société de cosmétiques. En 2013, Miranda part à New York pour reprendre ses études dans une université. Elle quitte donc Los Angeles et arrête sa carrière. En 2021, elle revient en tant qu'actrice pour le rôle de Carly Shay dans iCarly, au même titre que Jerry Trainor et Nathan Kress.

### Carrière en tant qu'actrice
En 2001, Miranda obtient son premier rôle dans la série Smallville. Elle interprétait le rôle de Lana Lang petite. Après plusieurs petits rôles dans des films et séries, elle obtient un rôle plus important comme Summer Hathaway en 2003 dans le film Rock Academy.
Mais son premier rôle majeur est celui de Megan Parker en 2004 dans la série Drake et Josh. En 2007, elle incarne le personnage principal Carly Shay dans la série télévisée de Nickelodeon, iCarly, aux côtés de Jennette McCurdy, Jerry Trainor et Nathan Kress. iCarly est désormais terminée depuis le mois de novembre 2012, cette série "ambassadrice" de Nickelodeon a duré 6 saisons. La même année, elle apparaît dans un épisode de la saison 3 de la série Zoé (dans l'épisode "La chaîne de l'amitié") dans laquelle elle interprète Paige Howard.

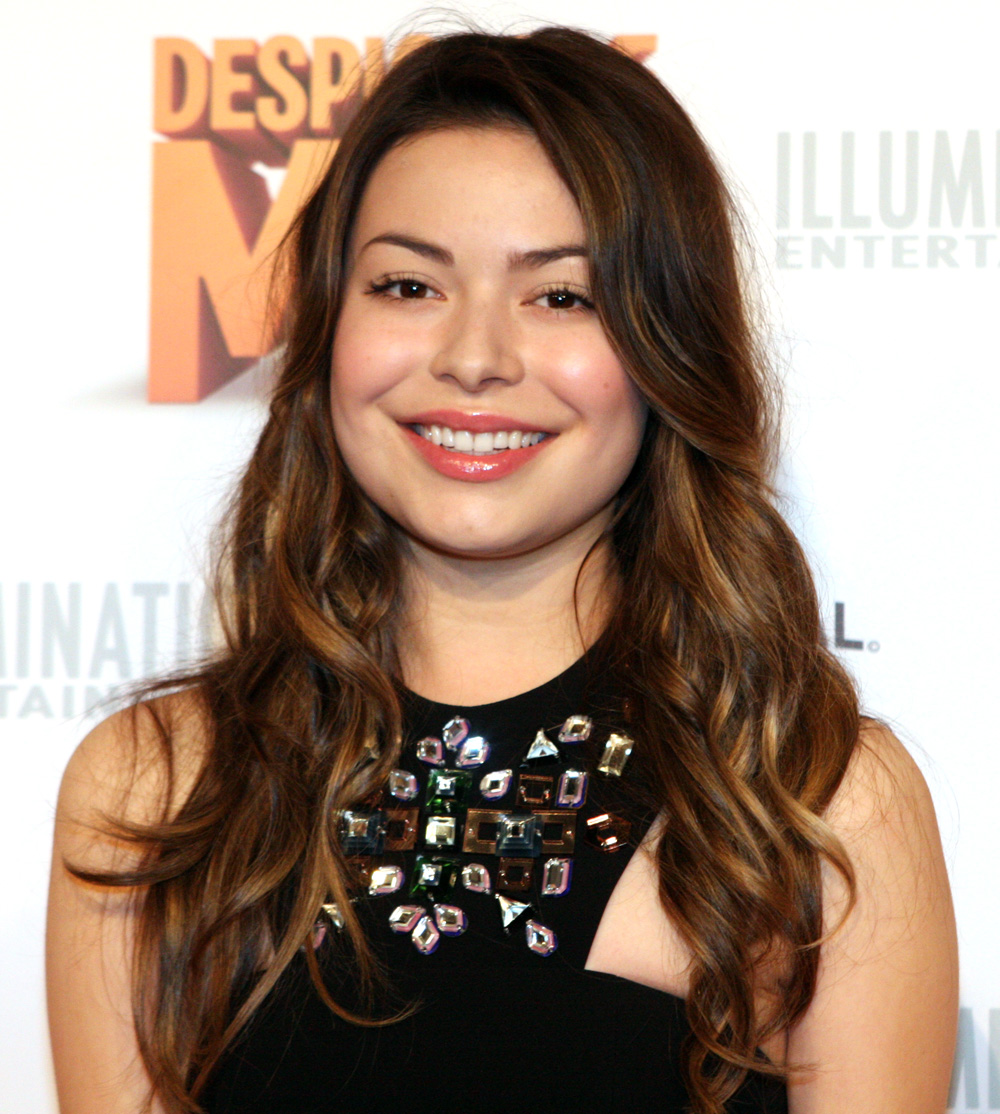
L'actrice en 2013.

Elle a souvent été nommée aux Young Artist Awards pour ses performances dans iCarly. Par la suite, elle prête sa voix à Margo dans le film d'animation Moi, moche et méchant en 2010.

### Carrière en tant que chanteuse

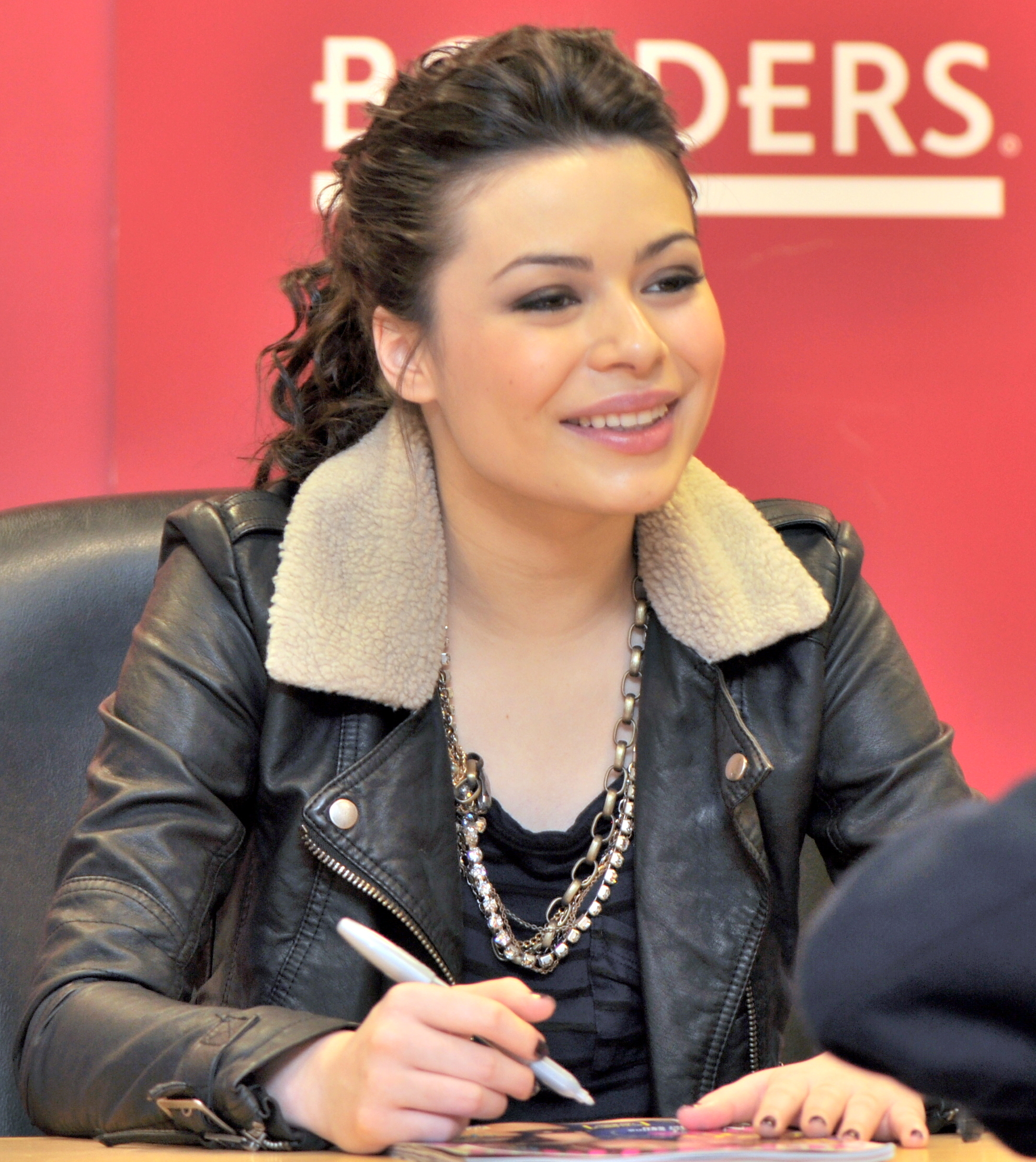
Miranda Taylor Cosgrove lors d'une séance de signature, en Février 2011.

Miranda sort son premier single en 2007, pour la bande son de iCarly appelé Leave It All to Me, avec Drake Bell. Puis, en 2008, elle sort une nouvelle chanson pour la bande originale de Merry Christmas, Drake and Josh.
Le 22 mars 2010, Miranda sort le single Kissin U et son premier album solo Sparks Fly le 27 avril 2010 qui a été nommé dans la catégorie « Meilleur album de l'année ». En 2011, elle sort un EP High Maintenance le 15 mars et commence sa première tournée Dancing Crazy Tour.

## Vie privée
De 2008 à 2011, elle a été en couple avec James Maslow qu'elle a rencontré dans sa propre série, iCarly[réf. nécessaire].

## Filmographie

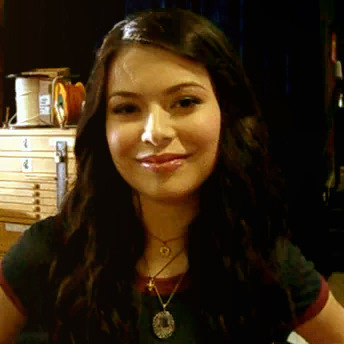
Miranda Cosgrove en 2009.

### Films
- 2003 : Rock Academy (School Of Rock) de Richard Linklater : Summer Hathaway
- 2005 : Une famille 2 en 1 (Yours, Mine and Ours) de Raja Gosnell : Joni North
- 2006 : Meilleurs que les Stein (Keeping Up with the Steins) de Scott Marshall : Karen Sussman
- 2009 : L'Étalon sauvage (The Wild Stallion) de Craig Clyde (en) : Hannah
- 2015 : The Intruders (en) d'Adam Massey : Rose Halshford
- 2024 : La Mère de la mariée (Mother of the Bride) de Mark Waters : Emma

### Films d'animation
- 2005 : Peter Cottontail et la chasse aux œufs (nl) de Mark Gravas (en) : Munch
- 2006 : Khan Kluay de Kompin Kemgumnird : Kon Suay
- 2010 : Moi, moche et méchant (Despicable Me) de Pierre Coffin et Chris Renaud : Margo
- 2013 : Moi, moche et méchant 2 (Despicable Me 2) de Pierre Coffin et Chris Renaud : Margo
- 2015 : A Mouse Tale (en) de David Bisbano : Samantha
- 2017 : Moi, moche et méchant 3 (Despicable Me 3) de Kyle Balda et Pierre Coffin : Margo
- 2024 : Moi, moche et méchant 4 (Despicable Me 4) de Chris Renaud et Patrick Delage : Margo

### Télévision

#### Téléfilms
- 2006 : Drake et Josh à Hollywood (en) (Drake & Josh Go Hollywood) de Steve Hoefer (en) : Megan Parker
- 2008 : iCarly va au Japon (iCarly: iGo to Japan) de Steve Hoefer (en) : Carly Shay
- 2008 : Joyeux Noël Drake et Josh (Merry Christmas, Drake and Josh) de Michael Grossman : Megan Parker
- 2024 : La Mère de la mariée (Mother of the Bride) de Mark Waters : Emma

#### Séries télévisées
- 2001 : Smallville : Lana Lang à 5 ans (voix originale - saison 1, épisode 1)
- 2004 : Parents à tout prix : Jessica (saison 5, épisode 5)
- 2004-2007 : Drake et Josh : Megan Parker (rôle principal, 59 épisodes[2])
- 2005 : Quoi d'neuf Scooby-Doo ? : Miranda Wright (animation, voix originale - saison 3, épisode 8)
- 2005 : Lilo et Stitch, la série (animation, voix originale)
  - saison 2, épisode 14 : Sarah
  - saison 2, épisode 21 : la fille
- 2007 : The Naked Brothers Band (en) : elle-même
- 2007 : Zoé : Paige Howard (saison 3, épisode 18)
- 2007 : Jordan : Lindsey Chandler (saison 1, épisode 13)
- 2007-2012 : iCarly : Carly Shay (rôle principal, 109 épisodes[3])
- 2007 : Allie Singer : Cosmina
- 2010 : The Good Wife : Sloan Burchfield (saison 2, épisode 7)
- 2010 : Big Time Rush : elle-même (saison 2, épisode 8)
- 2016 : Crowded : Shea Moore (rôle principal, 13 épisodes[4])
- 2021 : iCarly : Carly Shay (rôle principal, 8 épisodes) en cours

### Clips vidéos
En août 2011, le groupe Best Coast ont sorti le clip de leur single Our Deal réalisé par Drew Barrymore et auquel Chloë Moretz, Miranda Cosgrove, Tyler Posey, Donald Glover, Shailene Woodley et Alia Shawkat participent.
Elle est également présente dans le clip de 24 heures de Pharrell Williams, Happy.
En 2018, elle participe au clip de Marshmello et Bastille appelé Happier. Elle a un rôle plus important, étant présente pendant presque tout le clip.

## Voix françaises
En France, Florine Orphelin est la voix régulière de Miranda Cosgrove.
En France
| - Florine Orphelin dans : - Rock Academy - Drake et Josh (série télévisée) - Zoé (série télévisée) - Allie Singer (série télévisée) - Jordan (série télévisée) - iCarly (série télévisée) - Joyeux Noël, Drake et Josh (téléfilm) - The Good Wife (série télévisée) - Big Time Rush (série télévisée) - iCarly (série télévisée) - La Mère de la mariée | - Sarah Brannens dans : - Moi, moche et méchant (voix) - Moi, moche et méchant 2 (voix) - Moi, moche et méchant 3 - Minions et compagnie, la compil' numéro 1 (2e voix) - Moi, moche et méchant 4 (voix) Et aussi - Cécile Gatto dans Minions et compagnie, la compil' numéro 1 (1re voix) |

## Discographie

### Albums
- 2009 : About You Now
- 2010 : Sparks Fly
- 2011 : High Maintenance

### Chansons
| Année | Titre                                                                                    | Album                             |
| ----- | ---------------------------------------------------------------------------------------- | --------------------------------- |
| 2007  | Leave It All to Me (avec Drake Bell)                                                     | iCarly                            |
| 2008  | Stay My Baby                                                                             | iCarly                            |
| 2008  | Christmas Wrapping                                                                       | Merry Christmas, Drake and Josh   |
| 2009  | About You Now                                                                            | iCarly                            |
| 2009  | Raining Sunshine                                                                         | Cloudy with a Chance of Meatballs |
| 2010  | Kissin U                                                                                 | Sparks Fly                        |
| 2010  | Dancing Crazy                                                                            | High Maintenance                  |
| 2010  | All I Want for Christmas Is You (avec Big Time Rush) (Chanson originale de Mariah Carey) | Holiday Bundle                    |

### Vidéos
- 2007 : "Leave It All to Me" réalisé par Dan Schneider
- 2008 : "Stay My Baby" réalisé par Jesse Dylan
- 2009 : About You Now réalisé par Billie Woodruff
- 2009 : Raining Sunshine réalisé par Chris Miller
- 2010 : Kissin U réalisé par Alan Ferguson
- 2010 : All I Want for Christmas Is You réalisé par Billie Woodruff

### Tournée(s)
- 2011 : Dancing Crazy Tour

## Distinctions

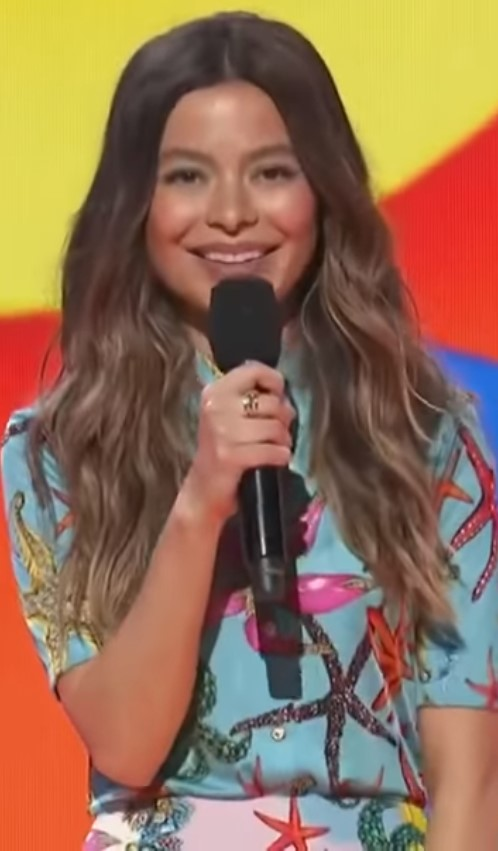
Miranda aux Kids' Choice Awards de 2021.

### Nominations
- 2004 : Young Artist Awards : Meilleure performance dans un film- Second rôle féminin pour Rock Academy
- 2004 : MTV Movie Awards : Meilleure performance pour Rock Academy
- 2006 : Young Artist Awards : Meilleure performance dans un film- Second rôle féminin pour Yours, Mine and Ours
- 2007 : Young Artist Awards : Meilleure performance dans une série télévisée- Second rôle féminin pour Drake et Josh
- 2008 : Young Artist Awards : Meilleure performance dans une série télévisée- Premier rôle féminin pour iCarly
- 2009 : Kids' Choice Awards : Actrice préférée dans une série Tv pour iCarly
- 2009 : Teen Choice Awards : Choix préférée dans une série comique pour iCarly
- 2010 : Teen Choice Awards : Plus beau sourire de l'année
- 2010 : Teen Choice Awards : Meilleur album de l'année pour son album solo Sparks Fly
- 2010 : Nickelodeon Australian Kids' Choice Award : Révélation féminine de l'année pour iCarly
- 2011 : Producers Guild of America Awards 2010 : Voix préférée dans un film d'animation pour Moi, moche et méchant

### Récompenses
- 2008 : Kids' Choice Awards : Meilleure actrice de télévision pour Drake et Josh
- 2009 : Young Artist Awards : Meilleure actrice dans une série télévisée- Premier rôle féminin pour iCarly
- 2010 : Nickelodeon Kids' Choice Awards : Meilleur talk-show pour iCarly (partagé avec l'équipe d'iCarly)
- 2010 : Nickelodeon Kids' Choice Awards México : Meilleur personnage de l'année pour son rôle de Carly Shay dans iCarly
- 2014 : Kids' Choice Awards : Voix préférée dans un film d'animation pour "Moi, moche et méchant"